# Dufry
A Dufry AG, Dufry Duty Free ou Dufry  é uma rede internacional de free shops e paid shops, líder mundial no varejo em aeroportos e fundada em 1865 na Basiléia, Suíça. Possui a licença para lojas e espaços exclusivos sem impostos da Apple, Michael Kors, Montblanc, Victoria Secrets e Hudson Store  e opera aproximadamente 2.200 espaços em aeroportos, linhas de cruzeiros, portos e estações ferroviárias.

## História
A Dufry foi fundada em 1865 em Basiléia, Suíça.
Em 2014, anunciou a compra da concorrente suíça Nuance por CHF 1.55 bilhões e incorporou os pontos de venda da empresa na  Ásia, Mediterrâneo, Europa e América do Norte se tornando a maior do setor com um market share aproximado de 20,02%.
Em 2015, realizou a aquisição de 50,01% da italiana World Duty Free por € 3.6 bilhões  e fundiu seus negócios na América do Sul, realizando abertura de capital na Bolsa de Valores de São Paulo.
Inaugurou em 2017 uma loja conceito no Aeroporto de Goiânia denominada "The Dufry Shopping" que oferece produtos de diversas marcas. De acordo com a empresa, o conceito futuramente se expandirá pra outros aeroportos do país e internacionalmente no futuro.

## Presença internacional
A Dufry opera em aproximadamente 2.200 pontos de venda localizados em 64 países de todos os continentes. As principais lojas de aeroportos estão localizadas em:
- Aeroporto Humberto Delgado,  Portugal[10]
- Aeroporto Internacional de Atenas,  Grécia[11]
- Aeroporto Internacional de Cancún,  México[12]
- Aeroporto Internacional de Dallas/Fort Worth,  Estados Unidos[13]
- Aeroporto Internacional de Pointe-à-Pitre,  França[14]
- Aeroporto Internacional de São Paulo-Guarulhos,  Brasil[15]
- Aeroporto Internacional de Sharjah,  Emirados Árabes Unidos[16]
- Aeroporto Internacional do Rio de Janeiro-Galeão,  Brasil[17]